# اولگ آلکسیف
اولگ آلکسیف (انگلیسی: Oleg Alekseev; ۲۷ مارس ۱۹۵۳ – ۳۰ ژوئیهٔ ۲۰۱۵) کشتی‌گیر آزاد اهل اتحاد جماهیر شوروی بود.
وی همچنین برندهٔ جوایزی همچون قهرمان ورزشی اتحاد شوروی شده‌است.